# Demandasaurus
Demandasaurus là một chi khủng long, được Fernández-Baldor Canudo Huerta Montero Pereda-Suberbiola & Salgado mô tả khoa học năm 2010.